# 25542 Garabedian
25542 Garabedian è un asteroide della fascia principale. Scoperto nel 1999, presenta un'orbita caratterizzata da un semiasse maggiore pari a 2,4445728 UA e da un'eccentricità di 0,0932318, inclinata di 6,17021° rispetto all'eclittica.